# Alexandre Pharamond
Alexandre Emmanuel Pharamond (París, 20 d'octubre de 1876 – Neuilly-sur-Seine, Hauts-de-Seine, 4 de maig de 1953) va ser un jugador de rugbi francès que va competir a cavall del segle xix i el segle xx. El 1900 va prendre part en els Jocs Olímpics de París, on guanyà la medalla d'or en la competició de rugbi.
En el seu palmarès també destaquen tres lligues franceses, el 1900 amb el Racing club de France i el 1901 i 1903 amb l'Stade français.